# هلیچ
هلیچ (به آلمانی: Weißkirchen (an der March) / Holitsch) یک شهرک با جمعیت ۱۱٬۶۲۷ نفر که در Skalica District، اسلواکی واقع شده‌است.